# Chandrayaan-2
Chandrayaan-2 (sànscrit: चन्द्रयान-२; lit: vehicle lunar  pronunciation (?·pàg.)) és la segona missió d'exploració lunar de l'Índia després de Chandrayaan-1. Desenvolupat per la Indian Space Research Organisation (ISRO), s'ha previst que la missió sigui llançada a la Lluna per un Geosynchronous Satellite Launch Vehicle (GSLV Mk II). Inclou un orbitador lunar, mòdul de descens (Vikram) i astromòbil (Pragyan), tot desenvolupat a l'Índia.
Segons la ISRO, aquesta missió havia de provar diverses noves tecnologies i realitzar nous experiments. El vehicle rodat s'havia de moure sobre la superfície lunar i realitzar anàlisis químics en el lloc, i les dades retransmeses a la Terra a través de l'orbitador Chandrayaan-2.

## Missió
La nau espacial va ser llançada a la seva missió a la Lluna des de la segona plataforma de llançament al Centre Espacial Satish Dhawan el 22 de juliol de 2019 a les 2.43 PM IST (09:13 UTC) per un GSLV Mark III. La nau va arribar a l'òrbita de la Lluna el 20 d'agost de 2019 i va iniciar maniobres de posicionament orbital per l'aterratge del vehicle lunar Vikram. El Vikram i el rover estaven programats aterrar al costat proper de la Lluna, a la regió polar sud a una latitud aproximada de 70° al sud el 6 de setembre de 2019 i dur a terme experiments científics durant un dia lunar, aproximadament dues setmanes terrestres. Una allunament suau hauria fet l'Índia quart país després de l'URSS, els Estats Units i la República Popular China.

## Accident
No obstant això, el vehicle lunar es va desviar de la seva trajectòria prevista a partir de 2,1 quilòmetres d'altitud, i havia perdut la comunicació quan s'esperava la confirmació de tocament. Els primers informes que suggereixen un accident van ser confirmats pel president de l'ISRO K. Sivan, afirmant que «devia ser una aterrada dura». El Comitè d'Anàlisi de Falles va arribar a la conclusió que el sinistre va ser causat per una incidència del programari.

## Troballa de les restes
El 2019, el Lunar Reconnaissance Orbiter va trobar el lloc de l'accident del vehicle lunar Vikram.